# Fièvre puerpérale
La fièvre puerpérale (du latin : puer « enfant » et parere « enfanter », d'où puerpera « accouchée ») est une maladie infectieuse touchant les femmes et qui survient après un accouchement ou une fausse couche, surtout dans le cas où l'expulsion du placenta n'a pas été complète.
Cette infection est causée par des bactéries qui pénètrent dans l'utérus, puis gagnent le péritoine et d'autres organes abdominaux ; elle s'accompagne d'une forte fièvre et, en l'absence d'un traitement efficace, évolue dans la plupart des cas en quelques semaines vers une septicémie mortelle. Chez les survivantes, une stérilité séquellaire est souvent observée.
Fléau historique des premières maternités hospitalières (XVIIe au XIXe siècle), les infections du post-partum restent, en 2015, une cause significative de la mortalité des accouchées des pays en développement.

## Problèmes de définition
Dans le langage moderne, on tend à utiliser le terme d'infections du post-partum ou du péri-partum pour désigner celles des accouchées des temps modernes (ère des antibiotiques), en réservant plutôt le terme de fièvre puerpérale aux fièvres des accouchées des siècles précédents (avant les années 1930, apparition des sulfamidés).
Il n'existe pas de définition consensuelle ou universelle de la fièvre puerpérale ou des infections relatives à l'accouchement. Si le terme fièvre puerpérale apparait au XVIIe siècle, il pouvait désigner historiquement non seulement les fièvres particulières aux femmes en couche,  mais aussi dans un sens plus large toute fièvre épidémique générale touchant une femme allaitante voire son nouveau-né, ou au contraire dans un sens étroit, une péritonite survenant après un accouchement.
Au début du XXIe siècle, en français ou en anglais, on parle tantôt d'infection du post-partum ou d'infection puerpérale, de puerperal sepsis ou maternal sepsis, sans donner de définition claire ou précise. En règle générale, on s'accorde pour désigner ainsi tout état fébrile survenant chez l'accouchée avant le retour des menstruations (six semaines environ après l'accouchement).
En 1995, un groupe de travail de l'OMS a proposé la définition suivante : une infection de l'appareil génital survenant à tout moment, à partir de la rupture des membranes ou du début du travail jusqu'au 42e jour après. Cette infection se manifeste avec deux au moins des signes suivants : douleur pelvienne, fièvre, pertes anormales ou malodorantes, retard d'involution utérine.
Toutefois, les données épidémiologiques ne concordent guère, car elles peuvent prendre en compte aussi les autres infections de l'accouchée, comme les infections mammaires ou urinaires, les lésions du périnée, les suites opératoires (césarienne,  épisiotomie). De plus des infections du post-partum peuvent débuter avant l'accouchement. Aussi l'OMS tend à utiliser les termes de « infections maternelles du péripartum ».

## Aperçu historique
Les infections de l'utérus qui se manifestent par des leucorrhées, ou par des lochies anormales chez l'accouchée, sont connues depuis l'Antiquité. Dans le Corpus hippocratique, on trouve plusieurs descriptions de cas à issue fatale, où le diagnostic de septicémie puerpérale ne fait aucun doute (par exemple dans Épidémies, livre I, malades 4, 5 et 11),. 
Dans l'accouchement traditionnel, tel qu'il s'est pratiqué pendant des siècles (naissance à domicile et prise en charge par des matrones ou sages-femmes), la fièvre puerpérale était relativement rare par rapport à ce qui se passera en Europe à partir du XVIIe siècle. 

### Montée d'un fléau
C'est alors que le développement urbain, confronté aux problèmes de la pauvreté, amène de plus en plus de femmes à accoucher dans des hôpitaux basés sur la charité (comme en France, par exemple l'hôtel-Dieu de Paris au XVIIe siècle) ou la philanthropie (comme en Angleterre). Ces femmes qui viennent accoucher sont issues de milieux défavorisés, le plus souvent célibataires, servantes ou domestiques. Elles peuvent accoucher dans l'anonymat et, si elles le souhaitent, abandonner leur enfant pris en charge par des orphelinats.

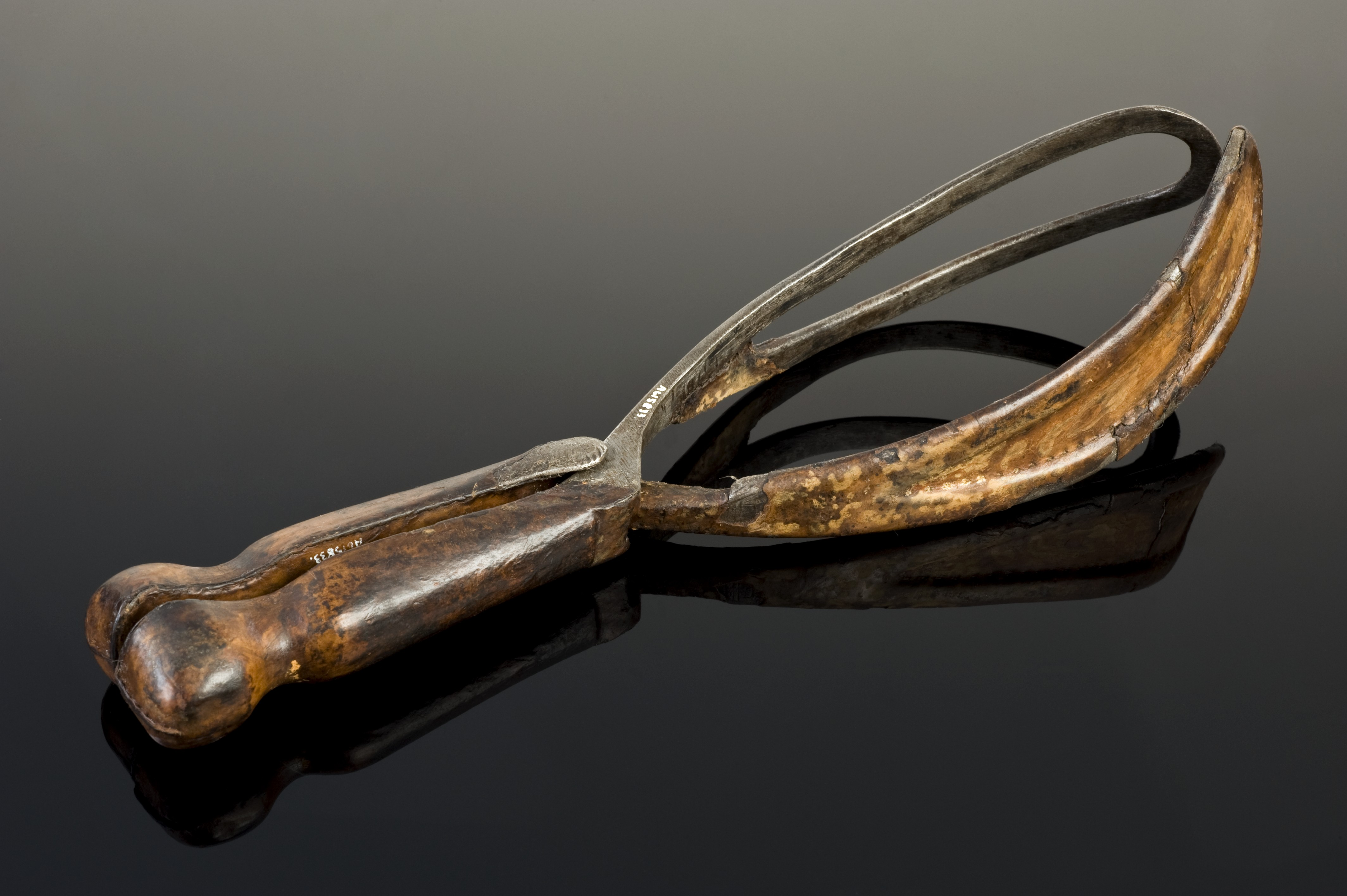
Forceps (période 1740-1760), pour saisir la tête de l'enfant dans les accouchements difficiles. Les lames sont recouvertes de cuir lubrifié à la graisse de porc. Même s'il était conseillé de changer le cuir après utilisation, un tel instrument est quasi impossible à nettoyer correctement.

Dans le même temps, les hôpitaux se médicalisent, et les médecins hommes sont de plus en plus présents lors des accouchements. La fièvre puerpérale devient une complication fréquente et redoutée. Le premier à la nommer ainsi (febris puerperarum) est le médecin anglais Thomas Willis, en 1659. Elle est aussi décrite en 1668 par le Français François Mauriceau.  
Au début du XVIIIe siècle, la fièvre puerpérale est d'abord considérée comme une fièvre « essentielle », c'est-à-dire comme une maladie en soi, particulière aux accouchées. Willis l'attribuait à un transport morbide du lait. Puis les théories « contagionniste » (par contact) et « infectionniste » (par air infect) s'affrontent. Pour les infectionnistes, la fièvre puerpérale est liée à une mauvaise qualité de l'air (miasmes) des quartiers pauvres ou d'hôpitaux surpeuplés (en salles communes). C'est une forme particulière de « pourriture d'hôpital » (qui sera appelée infection nosocomiale). Pour les contagionnistes, c'est le fait de mettre ensemble accouchées et futures accouchées, saines ou fébriles, dans la même salle, voire dans le même lit.
Toutefois cette opposition classique n'est pas aussi claire. Les médecins restent le plus souvent dans la confusion ou l'incertitude, articulant différentes théories pour rendre compte des faits observés ou justifier leurs pratiques.
En 1795, Alexander Gordon (1752-1799), médecin écossais, suggère que cette fièvre se transmet par contact, d'une accouchée à l'autre, par l'intermédiaire de soignants, en étant reliée à l'érysipèle (reconnue plus tard comme infection streptococcique). Il découvre donc ce qui sera établi au début du XXe siècle. Il recommande des mesures pour en réduire la fréquence, mais il se heurte au dédain de ses confrères qui le jugent trop provincial, Gordon étant d'Aberdeen (ville sans aucun prestige académique).
Au début du XIXe siècle, l'anatomie pathologique domine la pensée médicale. Les étudiants en médecine passent des salles de dissection aux salles d'accouchées. La fièvre puerpérale n'est plus « essentielle », elle peut s'expliquer par une lésion visible : l'inflammation de l'utérus ou du péritoine. Mais cela n'apporte aucun progrès, bien au contraire, la fièvre puerpérale devient un fléau épidémique dans les maternités d'Europe. Elle est responsable du décès de 5 à 20 % des accouchées dans les grands hôpitaux. Des hôpitaux plus petits peuvent présenter des épidémies de plusieurs mois, périodes où plus de 70 % des patientes en maternité meurent de fièvre puerpérale.

### Découvertes majeures

#### Hygiène et lavage des mains
En 1843, Oliver Wendel Holmes, chirurgien américain, publie un article sur la contagiosité de la fièvre puerpérale. Il insiste sur le fait que la maladie est transmise d'une femme à l'autre par le médecin ou l'infirmière et il prône le lavage des mains. Mais comme Alexander Gordon, un demi-siècle plus tôt, il ne parvient pas à convaincre.
Indépendamment d'eux, et à partir de 1842, Ignace Semmelweis, médecin hongrois de l'hôpital général de Vienne (Autriche) montre qu'il faut incriminer le manque de propreté des médecins et des étudiants. C'est avant tout parce que les médecins étaient en contact avec des cadavres. Ils transportaient donc sur leurs mains des substances putrides qui pénétraient dans les voies génitales des femmes.
Il le montre par des méthodes statistiques, en comparant les taux de mortalité de la Clinique 1, tenue par les médecins et étudiants en médecine, et de la Clinique 2, tenue par les sages-femmes. Le taux de mortalité de la Clinique 1 est trois à dix fois supérieur. En 1847, devenu assistant de la maternité,  il impose le lavage des mains (par solution chlorée) aux médecins et étudiants avant d'entrer en salle d'accouchement, en 7 mois, la mortalité de la Clinique 1 chute de 11,4 % à 2,7 %.
Semmelweis lui aussi voit ses conclusions rejetées par l'establishment médical. Convaincu que tous les cas de fièvre puerpérale s'expliquent par des substances en putréfaction, Semmelweis ne peut expliquer le caractère saisonnier de la fièvre puerpérale. Quant aux cas de fièvre puerpérale qui surviennent « quand même » avec des sages-femmes ou en dehors de l'hôpital, il les explique par des substances de putréfaction interne aux accouchées (décomposition du sang ou de fragments de placenta). Aussi, même les médecins qui reconnaissent ses premiers résultats en rejettent les théories. 
En 1849, il retourne à Budapest, et publie ses travaux détaillés en 1860. Leur valeur ne sera pleinement reconnue qu'à partir de 1879, 14 ans après sa mort en 1865, lorsque la théorie microbienne sera bien établie et le rôle du streptocoque précisé. 
À Bruxelles, de 1840 à 1860, le docteur Louis Seutin, à la tête de l'hôpital Saint-Pierre, le plus important de la ville, ne cessa d'insister sur la propreté en tout, surtout s'agissant des femmes en couches. Les résultats qu'il obtint lui parurent assez probants pour le décider à faire reconstruire l'hôpital selon des plans qui séparaient les femmes enceintes des blessés et des fiévreux (selon la terminologie de l'époque).
De même, à Paris, Stéphane Tarnier réclame en 1857 une séparation totale entre accouchées indemnes et fébriles. Cette séparation ne sera effective qu'à partir des années 1870, la mortalité moyenne des accouchées en maternité hospitalière chute alors à Paris de 9,3 % à 2,3 % sans emploi d'antisepsie.

#### Théorie microbienne et streptocoques
Dans les années 1860, les travaux de Pasteur sur la fermentation et la putréfaction attirent l'attention, en faisant penser au rôle possible de micro-organismes dans des processus pathologiques. 

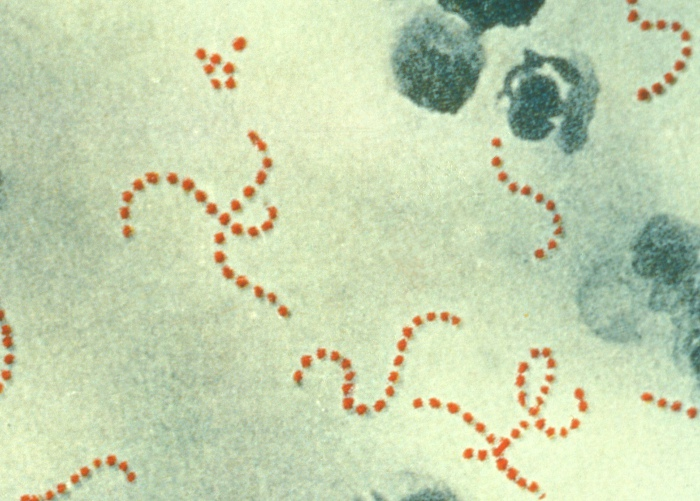
Streptococcus pyogenes,coloration de Pappenheim, dans du pus (débris cellulaires en noir), grossissement x900.

En 1864, Carl von Rokitansky démontre la présence de micro-organismes spéciaux dans les décharges vaginales des femmes atteintes de fièvre puerpérale. En 1865, Carl Mayrhofer identifie ces micro-organismes comme agent causal ,, mais ne parvient pas à convaincre ses collègues de Vienne. En 1869, à Strasbourg, Coze et Feltz observent eux aussi le germe de la fièvre puerpérale dans le sang d'une femme morte de cette maladie,.  En 1874, le chirurgien autrichien Theodor Billroth décrit le streptocoque dans l'érysipèle et des plaies infectées, en montrant qu'il peut se présenter arrangé en paire ou en chaînes de 4 à plus de 20 éléments. 
En 1879, Pasteur, se référant à des observations qu'il avait faites en 1875 et aux publications d'auteurs allemands, affirme à son tour que la fièvre puerpérale est due à un microbe. En cultivant ce microbe,, il apporte des arguments en faveur de son rôle d'agent causal,.  
En 1883, Friedrich Fehleisen parvient à isoler et cultiver le streptocoque à partir de l'érysipèle. C'est Rosenbach qui, en 1884, en donne la première description précise en l'appelant d'abord  Streptococcus erysepaltis qui sera nommé Streptococcus pyogenes,. En fait, les différentes descriptions de micro-organismes rapportés à l'érysipèle, la scarlatine, la fièvre puerpérale, des angines ou des plaies infectées sont finalement identifiées comme étant les mêmes (infections à streptocoque S. pyogenes). 
La théorie microbienne des maladies contagieuses finit par l'emporter et, au tournant du siècle, l'antisepsie a cause gagnée, notamment grâce aux travaux de Joseph Lister. Dès 1880, des travaux montrent que des compresses imbibées d'une solution phéniquée appliquées sur les voies génitales externes fait tomber la mortalité à moins de 1 %. Puis on utilise des antiseptiques à base de mercure  (chlorure ou iodure) en injection vaginale ou en instillation intra-utérine. En 1890, Tarnier en fait la synthèse dans son ouvrage L'Antisepsie en Obstétrique. 
Au début du XXe siècle, l'approche immunologique conduit à une classification sérologique des streptocoques, permettant de distinguer des streptocoques A (S. pyogenes) comme principaux agents de la fièvre puerpérale de cette époque. En 1935, on observe pour la première fois des streptocoques B comme agent de septicémie puerpérale, ils deviendront prédominants, par rapport aux précédents, dans les infections du post-partum à partir des années 1970. 
En 1935, Leonard Colebrook obtint la guérison de la fièvre puerpérale par le Prontosil, médicament antibactérien, de type sulfamide,  mis au point par Gerhard Domagk. Aujourd'hui les infections du post-partum sont traitées efficacement avec des antibiotiques.

## Épidémiologie

### Durant leXXesiècle
A l'exception de la Suède et de l'Angleterre, qui ont des statistiques nationales de mortalité maternelle depuis le XVIIIe siècle, les statistiques établies dans ce domaine ne débutent qu'à partir des années 1850 pour les autres pays européens, 1880 pour l'Australie et 1900 pour les États-Unis (à l'exception de l'État du Massachusetts qui en dispose depuis 1850). Si le taux de mortalité maternelle moderne s'exprime sur 100 000 naissances, les taux historiques s'expriment le plus souvent sur 10 000.
Vers la fin du XIXe siècle, dans les pays industrialisés, la mortalité maternelle est de l'ordre de 50 à 100 décès pour 10 000 naissances. Les meilleurs résultats sont ceux de la Suède et de la Belgique, attribués à la pratique de l'antisepsie, mais d'autres pays (Angleterre, Australie) n'obtiennent pas de réduction significative, montrant la difficulté d'appliquer de nouveaux standards de soins. Dans la plupart des pays, seuls une minorité d'hôpitaux, où le personnel s'implique, parviennent à une quasi-disparition de décès par fièvre puerpérale.
Au début du XXe siècle, la fièvre puerpérale est la cause d'environ 40 % de la mortalité maternelle (les autres causes principales étant les hémorragies et la toxémie gravidique). À partir des années 1910,  on constate une stagnation, les décès ne diminuent guère malgré les progrès médicaux en milieu hospitalier. Cela est du en grande partie à l'augmentation des décès infectieux par avortement provoqué  en conditions septiques, dans plusieurs pays (États-Unis, Pays-Bas, Suède, Nouvelle-Zélande...).  En France, ce type d'avortement est appelé criminel jusque dans les années 1950.
À partir des années 1930, une chute significative de la mortalité maternelle se produit (de l'ordre de 50 à 10 décès pour 10 000 naissances, 1930-1950). Pour les infections puerpérales, elle est attribuée aux sulfamides (1935), à la pénicilline (1944), à la qualité des soins et la formation des personnels ; pour les hémorragies de la délivrance, à la transfusion sanguine.

### Début duXXIesiècle
De 1990 à 2015, la mortalité maternelle dans le monde a chuté de près de 44 %, passant de plus de 500 000 à environ 300 000 femmes, chaque année dans le monde, décédées des suites d'accouchement. La quasi-totalité de ces décès surviennent dans les pays en développement (en moyenne 239 décès pour 100 000 naissances). Dans les pays les plus riches, toujours en 2015, on compte en moyenne 12 décès pour 100 000 naissances (en France, environ 8 décès maternels pour 100 000 naissances).
Durant la même période, les infections sont en cause dans 10 à 15 % de ces décès. Dans les pays développés le sepsis maternel (septicémie puerpérale) est devenu relativement rare, entre 0,1 et 0,6 cas pour mille naissances, et la mortalité par fièvre puerpérale a quasiment disparu. Cependant le risque infectieux demeure un risque vital potentiel pour les accouchées.

## Causes et mécanisme
La principale cause de fièvre puerpérale est l'infection de la muqueuse de l'utérus (endomètre) réalisant une endométrite.

### Endométrite
Le principal agent de la fièvre puerpérale historique est probablement le streptocoque A ou Streptococus pyogenes. Cependant depuis les années 1970, le streptocoque B est devenu prédominant.
Au début du XXIe siècle, les germes les plus fréquemment en cause sont les streptocoques, dont le streptocoque B responsable à lui seul de 20 % des cas, puis les staphylocoques et les colibacilles ou entérobactéries. Les infections sont le plus souvent polymicrobiennes.
Les facteurs favorisants de l'endométrite sont : la rupture prolongée des membranes et la longueur du travail, les manœuvres endo-utérines (délivrance artificielle, révision utérine), l'infection des membranes (chorioamniotite), l'accouchement pathologique (dystocie), la césarienne. La malnutrition, l'anémie, l'obésité, le diabète, la toxémie favorisent aussi les infections.
Non ou mal traitée, l'endométrite peut évoluer vers des infections pelviennes (abcès du cul-de-sac de Douglas, phlegmon du ligament large), la péritonite localisée (pelvipéritonite) ou généralisée, la septicémie,.

### Autres
L'infection des glandes mammaires peut donner une fièvre chez l'accouchée, autrefois appelée « fièvre de lait ». 
Des infections urinaires évoluant en abcès pelviens posent les mêmes problèmes.
Les phlébites suppurées des vaisseaux utérins ou utéro-ovariens sont très rares mais graves.
L'épisiotomie, la cicatrice de césarienne, les lésions du périnée après accouchement difficile, peuvent s'infecter.

## Clinique et diagnostic
Le diagnostic est clinique. L'endométrite est suspectée sur des douleurs pelviennes avec lochies malodorantes au 4e ou 5e jour et une température supérieure à 38,5 °C. À l'examen, l'utérus est mal involué et le col est mal fermé. Un prélèvement vaginal permet d'identifier le germe responsable et d'adapter l'antibiothérapie.
La lymphangite du sein apparait entre le 5e et 10e jour avec douleur mammaire unilatérale et fièvre élevée. Elle peut évoluer en galactophorite (infection des canaux galactophores) avec lait souillé de pus, ou encore l'abcès mammaire.
Une infection urinaire est confirmée par examen cytobactériologique ; et des thrombophlébites pelviennes par échographie.

## Traitement
Il repose en général sur une antibiothérapie à large spectre, à adapter selon un antibiogramme réalisé à partir des prélèvements.
Les indications (préventives ou curatives) font l'objet de recommandations (nationales ou internationales) périodiquement révisées, selon l'état des connaissances et les niveaux de preuve (médecine fondée sur les faits).
Selon l'OMS, dans de nombreux pays à bas revenu, les antibiotiques à large spectre sont communément utilisés sans antibiogramme permettant de confirmer l'identification du germe causal. Ce mésusage participe à une résistance accrue aux antibiotiques, atteignant des niveaux alarmants dans plusieurs parties du monde. 
La prévention, le contrôle et le traitement des infections maternelles reposent sur la capacité des systèmes de santé à promouvoir (en milieu hospitalier et extra-hospitalier) les bonnes procédures d'antisepsie et d'asepsie, et la nécessité de concilier l'accès et la prompte utilisation des antibiotiques avec leur adaptation contrôlée.

## Liste de femmes célèbres décédées de fièvre puerpérale
- Marie de Montferrat, fille de Conrad de Montferrat, roi de Jérusalem, et épouse de Jean de Brienne, en donnant naissance à Yolande de Jérusalem
- Agnès Sorel, favorite de Charles VII, roi de France, meurt d'une septicémie après un accouchement
- Lucrèce Borgia, morte d'une septicémie consécutive à la naissance d'une fille qui ne lui survécut pas
- La reine Élisabeth d'York, épouse du roi Henry VII d'Angleterre, meurt neuf jours après avoir donné naissance à Catherine Tudor, mort-née le 2 février 1503
- La reine Jeanne Seymour, troisième épouse d'Henri VIII, meurt quelques jours après avoir donné naissance à son seul héritier mâle, le futur Édouard VI
- La reine Catherine Parr, sixième et dernière épouse d'Henri VIII, en donnant naissance à son unique fille, Marie Seymour, née de son quatrième mariage avec Thomas Seymour, premier baron Seymour de Sudeley
- Mary Wollstonecraft, en donnant naissance à Mary Shelley
- Isabelle, épouse d'Agénor, duc de Gramont, en donnant naissance à Élisabeth, future duchesse de Clermont-Tonnerre
- La princesse Alexandra Pavlovna de Russie, épouse de l'archiduc Joseph d'Autriche, âgée seulement de dix-sept ans, en donnant naissance en 1801 à une fille mort-née
- Madame du Châtelet, après avoir mis au monde une fille qui ne lui survécut pas
- Suzanne Rousseau, née Bernard, épouse d'Isaac, mère de Jean-Jacques Rousseau
- Maria Katelouzou Vénizélou, femme d'Elefthérios Vénizélos, en mettant au monde Sophoklis Vénizélos (1894), tous deux futurs Premiers ministres de Grèce
- Jean Webster, romancière jeunesse, âgée de 39 ans, en mettant au monde sa fille unique Jean (Petite Jean) appelée ainsi en l'honneur de sa mère

## Mentions littéraires
- Les frères Goncourt, dans leur roman Germinie Lacerteux (1865), décrivent le séjour de leur héroïne à la Maternité de Port-Royal de Paris, réservée aux filles perdues. Dans la salle commune des accouchées, elle assiste avec terreur à l'agonie de plusieurs de ses voisines atteintes de fièvre puerpérale. Ce roman, qui inaugure le naturalisme littéraire, scandalisa les critiques de l'époque qui le qualifièrent de « fange ciselée » ou de « littérature putride »[32].
- Louis-Ferdinand Céline fait sa thèse de médecine sur La vie et l'œuvre de Philippe Ignace Semmelweis (1924).
- Marguerite Yourcenar, dans ses mémoires Souvenirs pieux (1974), évoque la mort de sa mère, Fernande, causée par une fièvre puerpérale accompagnée de péritonite.